# Estação Belisario Domínguez
A Estação Belisario Domínguez é uma das estações do VLT de Guadalajara,> situada em Guadalajara, entre a Estação San Juan de Dios e a Estação Oblatos. Administrada pelo Sistema de Tren Eléctrico Urbano (SITEUR), faz parte da Linha 2.
Foi inaugurada em 1º de julho de 1994. Localiza-se no cruzamento da Avenida Javier Mina com a Avenida Belisario Domínguez. Atende o bairro San Juan de Dios.